# Национальный день населения (Иран)
Национальный день населения (перс.  روز ملی جمعیت‎) — иранский праздник, который отмечается 20 мая (30 ордибехешта по иранскому календарю).

## История праздника
Национальный день населения был внесен в иранский календарь 20 мая 2014 года по приказу высшего руководителя Ирана великого аятоллы Али Хаменеи в честь годовщины установления курса демографической политики в стране. Введение данного праздника лишний раз демонстрирует важность демографической политики в жизни государства. Улучшение демографической политики должно быть своеобразным катализатором динамичного развития общества, а также улучшения демографической ситуации в стране. Главная цель такой политики — это поощрение создания семьи, снижение брачного возраста и уменьшение процента разводов.
Правительство Ирана активно продвигает и улучшает демографическую политику, ориентированную также на пропаганду ислама: государство прикладывает все усилия для увеличения продолжительности жизни, улучшения медицинских услуг, предотвращения социальных патологий, роста уважения и почтения к пожилым людям, уменьшения безработицы, создания новых центров населения и социальной интеграции.
Иран занимает 96-е место по уровню рождаемости (20,3 рождений на 1000 населения) и 165-е по уровню смертности (5,9 смертей на 1000 человек).

## Речь высшего руководителя
Объявив внесение Национального дня населения в официальный иранский календарь, высший руководитель страны великий аятолла Али Хаменеи сказал:
«Демографическая политика имеет огромное значение для государства, и она неразрывно связана с культурной, социальной и экономической сферами общества. Национальный день населения отныне будет проходить 20 мая, в годовщину утверждения курса демографической политики Исламской Республики Иран. Демографическая политика ориентирована на все группы населения. Учитывая динамичное развитие общества в целом и большой процент молодых людей в нашем государстве как возможность компенсировать снижение темпов населения, мы можем усилить демографическую политику. В ближайшем будущем мы увидим ее результаты — улучшение демографической ситуации в стране».